# Claire Yarlett
Claire Yarlett (* 15. Februar 1965 in England) ist eine britisch-US-amerikanische Schauspielerin.
Sie gab 1984 ihr Fernsehdebüt. Ein Jahr später hatte Yarlett ihren Durchbruch als Charlton Hestons Tochter in Das Imperium – Die Colbys. Dort spielte sie die Rolle der Bliss Colby bis zum Ende der Serie 1987. Außerdem war Yarlett unter anderem als Gaststar in Serien wie Emergency Room – Die Notaufnahme, Renegade – Gnadenlose Jagd und Frasier zu sehen.

## Filmografie
- 1984: Rituals (Fernsehserie)
- 1985: Der Denver-Clan (Dynasty, Fernsehserie, eine Folge)
- 1985–1987: Die Colbys – Das Imperium (Dynasty II – The Colbys, Fernsehserie, 43 Folgen)
- 1987: Hotel (Fernsehserie, eine Folge)
- 1990–1991: Zeit der Sehnsucht (Days of our Lives, Fernsehserie)
- 1991: Überflieger (Wings, Fernsehserie, eine Folge)
- 1991: Perry Mason und das Loch im Alibi (Perry Mason: The Case of the Fatal Fashion, Fernsehfilm)
- 1991: Jake und McCabe – Durch dick und dünn (Jake and the Fatman, Fernsehserie, eine Folge)
- 1992: Raven (Fernsehserie, eine Folge)
- 1992, 1994: Palm Beach-Duo (Silk Stalkings, Fernsehserie, zwei Folgen)
- 1993: In der Hitze der Nacht (In the Heat of the Night, Fernsehserie, eine Folge)
- 1993: Im Bann der Tiefe (The Disappearance of Christina, Fernsehfilm)
- 1993: Alex III – Der Schnüffler mit der goldenen Nase (Staying Afloat, Fernsehfilm)
- 1993, 1996: Renegade – Gnadenlose Jagd (Renegade, Fernsehserie, zwei Folgen)
- 1994: Burkes Gesetz (Burke's Law, Fernsehserie, eine Folge)
- 1994: Blackout (Stranger by Night)
- 1994–1995: Robins Club (Robin's Hoods, Fernsehserie, 22 Folgen)
- 1995: Superman – Die Abenteuer von Lois & Clark (Lois & Clark: The New Adventures of Superman, Fernsehserie, eine Folge)
- 1995: University Hospital (Fernsehserie, sechs Folgen)
- 1996: Blackout (Fernsehfilm)
- 1996: Hercules (Hercules: The Legendary Journeys, Fernsehserie, eine Folge)
- 1997: The Heart Surgeon (Fernsehfilm)
- 1997: Pacific Blue – Die Strandpolizei (Pacific Blue, Fernsehserie, eine Folge)
- 1998: Emergency Room – Die Notaufnahme (ER, Fernsehserie, eine Folge)
- 1998: Air America (Fernsehserie, eine Folge)
- 1998, 2001: Frasier (Fernsehserie, zwei Folgen)
- 1999: Aftershock – Das große Beben (Aftershock: Earthquake in New York, Fernsehfilm)
- 2000: The West Wing – Im Zentrum der Macht (The West Wing, Fernsehserie, eine Folge)
- 2001: Becker (Fernsehserie, eine Folge)
- 2001: It takes two – London, wir kommen! (Winning London)
- 2001: Nash Bridges (Fernsehserie, eine Folge)
- 2001: Das Haus am Meer (Life as a House)
- 2007: Game of Life
- 2009: Saving Grace (Fernsehserie, eine Folge)